# Родовище імені В. Дінкова
Родовище імені В. Дінкова – гігантське офшорне родовище, виявлене у Карському морі поблизу узбережжя півострова Ямал. Назване на честь одного з міністрів газової промисловості СРСР.
Родовище відкрили у 2018 році унаслідок спорудження розвідувальної свердловини №6 глибиною 2,4 км на структурі Русанівська-1 (в межах Русанівської ліцензійної ділянки, де раніше вже було виявлене гіантське Русанівське родовище). Роботи провела напівзанурена бурова установка «Nanhai VIII» китайської компанії China Oilfield Services Limited.
Свердловина-відкривач перетнула 10 насичених вуглеводніми пластів у відкладеннях крейдового періоду – в маресалинскій свиті (верхня частина відноситься до сеноману, нижня до альбу), яронзькій свиті (альб) та танопчинській свиті (апт), які мають мілководно-морське та прибережне походження. На випробуваннях були отримані припливи газу у 0,8 млн м3 на добу з яронгської свити та 0,6 млн м3 на добу з верхньої частини маресалинської свити. 
Первісно запаси родовища за російськими категоріями С1 + С2 оцінили у 391 млрд м3.
В 2023-му на родовищі ім. В. Дінкова за допомогою самопідіймальної бурової установки «Арктическая» спорудили розвідувальну свердловину №7, яка також показала припливи вуглеводнів із продуктивних пластів.
Ліцензією на родовище володіє «Газпром».